# Honne Bylu, Hosanagara
Honne Bylu là một làng thuộc tehsil Hosanagara, huyện Shimoga, bang Karnataka, Ấn Độ.